# Latinsko-slovenski slovar
Latinsko-slovenski slovar je slovar v 6 zvezkih, ki so izšli med letoma 1993 in 2007.
Vsebuje 48.588 gesel.

## Zgodovina
Fran Wiesthaler je leta 1914 za tisk pripravil prvi zvezek ob finančni pomoči Antona Bonaventure Jegliča. Zaradi svetovne vojne je izšel leta 1923. Nadaljevanje so ustavile finančne težave, leta 1927 pa je Wiesthaler umrl.

## Zvezki
- Latinsko slovenski slovar A-Col (I. zvezek), izšel leta 1993, ima 650 strani.
- Latinsko slovenski slovar Coll-Ex (II. zvezek), izšel leta 1995, ima 730 strani.
- Latinsko slovenski slovar F-K (III. zvezek), izšel leta 1999, ima 596 strani.
- Latinsko slovenski slovar L-Perf (IV. zvezek), izšel leta 2002, ima 705 strani.
- Latinsko slovenski slovar Perg-Sic (V. zvezek), izšel leta 2005, ima 728 strani.
- Latinsko slovenski slovar Sid-Z (VI. zvezek), izšel leta 2007, ima 784 strani.

## Ocene
- Šterbenc, Darja (1994). Latinsko-slovenski slovar A-Col. Časopis za kritiko znanosti, letnik 22, številka 166/167, str. 231-233. Dokument v zbirki Digitalne knjižnice Slovenije.
- Maver, Aleš. 2003. „Fran Wiesthaler: Latinsko-Slovenski Slovar IV: L-PERF (ocena)“. Keria: Studia Latina Et Graeca 5 (1):186-89. https://doi.org/10.4312/keria.5.1.186-189.